# كاسيدي أورايلي
كاسيدي أورايلي (بالإنجليزية: Cassidy O'Reilly)‏ هو مصارع محترف أمريكي، ولد في 21 نوفمبر 1976 في مونرو في الولايات المتحدة.

## وصلات خارجية
- كاسيدي أورايلي على موقع CageMatch worker (الإنجليزية)
- كاسيدي أورايلي على موقع قاعدة بيانات المصارعة على الإنترنت (الإنجليزية)

- الموقع الرسمي